# Тупицын, Николай Кузьмич
Никола́й Кузьми́ч Тупи́цын (5 декабря 1910 — март 1991) — советский дипломат. Чрезвычайный и полномочный посол.

## Биография
Член КПСС. Окончил химический факультет ТГУ (1937), Высшую партийную школу при ЦК ВКП(б) (1944) и Высшую дипломатическую школу МИД СССР (1955). Являлся секретарем Сталинского горкома ВЛКСМ. Был членом Сталинского горкома ВКП(б). На дипломатической работе с 1944 года.
- В 1944 году — старший референт IV Европейского отдела НКИД СССР.
- В 1944—1947 годах — третий секретарь посольства СССР в Польше.
- В 1947—1949 годах — третий секретарь IV Европейского отдела МИД СССР.
- В 1949—1953 годах — инструктор, заместитель секретаря, секретарь парткома МИД СССР.
- В 1953—1955 годах — слушатель ВДШ МИД СССР.
- В 1955—1958 годах — первый секретарь посольства СССР в Югославии.
- В 1958—1959 годах — первый секретарь, заведующий отделом, заместитель начальника Управления кадров МИД СССР.
- В 1959—1963 годах — секретарь парткома, эксперт-консультант МИД СССР.
- С 27 декабря 1963 по 29 августа 1966 года — чрезвычайный и полномочный посол СССР в Исландии[2].
- В 1967—1970 годах — первый заместитель начальника, начальник Управления кадров, член Коллегии МИД СССР.
- С 8 июля 1970 по 8 марта 1975 года — чрезвычайный и полномочный посол СССР в Кувейте[3].

С 1975 года — в отставке.

## Награды
- Орден Красной Звезды (1945).
- Орден Трудового Красного Знамени (1966).
- Орден Знак Почёта (1970).
- Медаль «За освобождение Варшавы».
- Медаль «За доблестный труд в Великой Отечественной войне 1941—1945 гг.».
- Почётная грамота Президиума Верховного совета РСФСР (1969).